# Anni Laakmann
Anni Laakmann (* 5. Januar 1937 in Ossenberg) ist eine deutsche Schachmeisterin und seit 1983 FIDE-Meisterin der Frauen.

## Leben
Anni Laakmann, von Beruf Küchenmeisterin, war bei den Stuttgarter Straßenbahnen beschäftigt.
Erst im Alter von 29 Jahren erlernte sie das Schachspielen, und zwar im Selbststudium aus Büchern. Bereits 1970 wurde sie Meisterin von Württemberg-Hohenzollern und gewann im selben Jahr die Deutsche Meisterschaft der Damen. Insgesamt siegte Anni Laakmann vier Mal in Folge bei den Deutschen Damenmeisterschaften, und zwar 1970 in Lauterbach (Hessen), 1972 in Burg (Dithmarschen), 1974 in Kassel und 1976 in Brilon.
Sie ist Mitglied im Mönchfelder SV 1967. Laakmann wird bei der FIDE als inaktiv geführt, da sie seit 1984 keine Elo-gewertete Partie mehr gespielt hat.

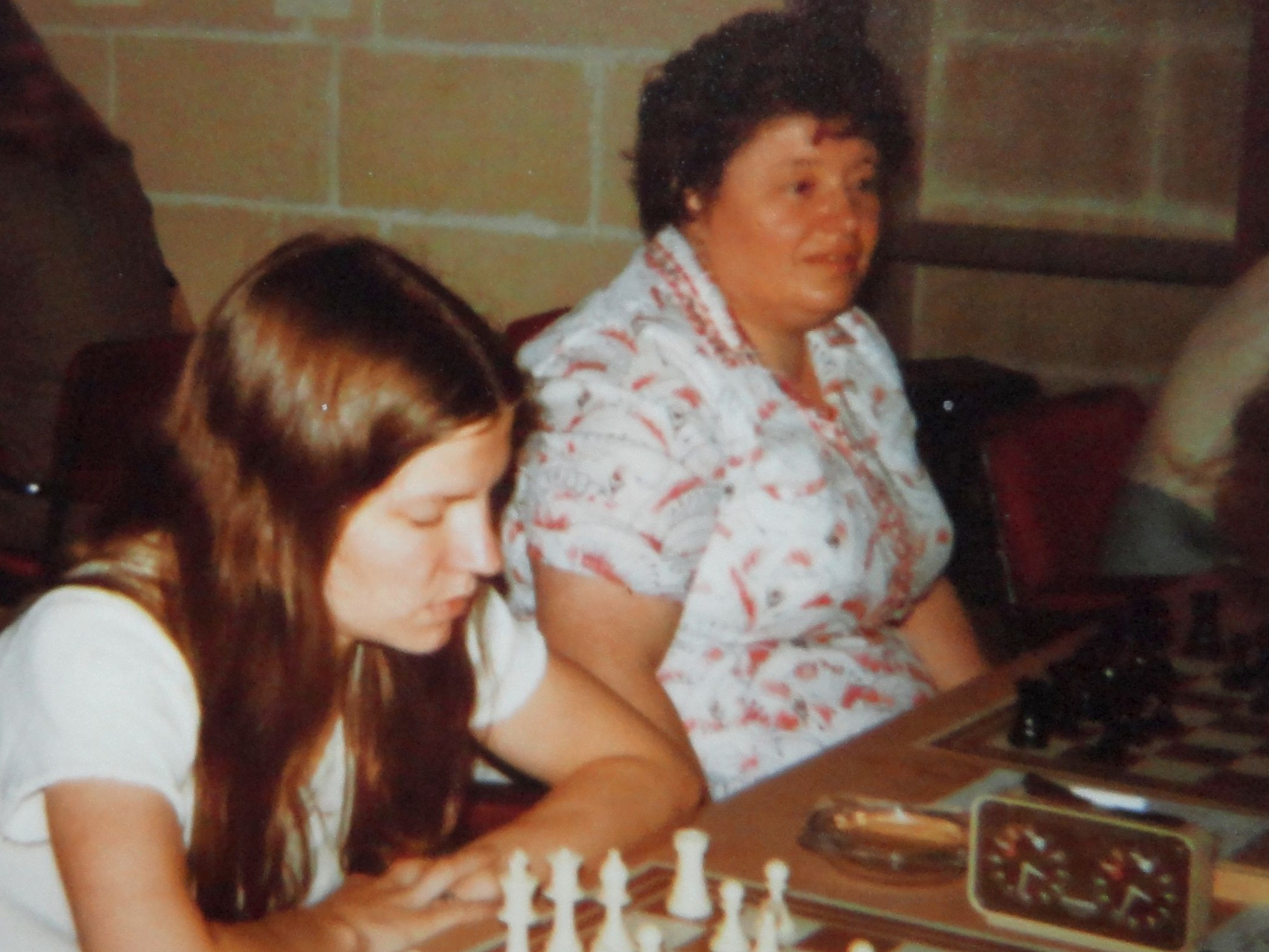
Gisela Fischdick und Anni Laakmann, Schacholympiade 1980 in Valletta

## Internationale Erfolge

### Einzelturniere
Beim Zonenturnier der Frauen 1973 in Wijk aan Zee, das Jana Hartston gewann, wurde Anni Laakmann Sechste bei 18 Teilnehmerinnen. Sie gewann unter anderen gegen Corry Vreeken.
1977 in Bad Kissingen belegte sie den dritten Platz hinter Marta Litinskaja und Gisela Fischdick bei der 1. Internationalen Deutschen Damenmeisterschaft.

### Mannschaftsturniere

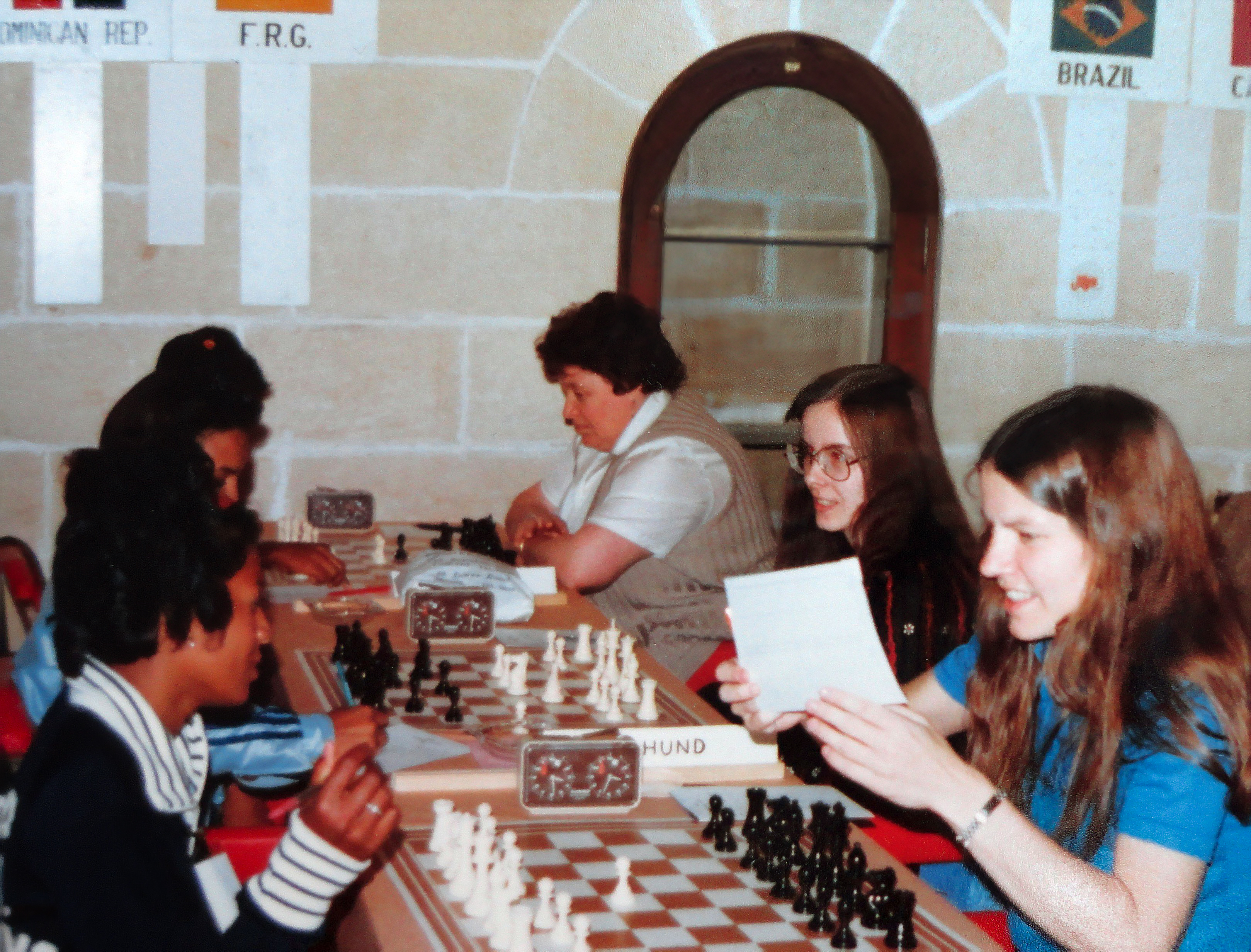
Dominik. Republik – Deutschland (Anni Laakmann, Barbara Hund, Gisela Fischdick), Schacholympiade 1980 in Valletta

Sie nahm sechsmal an Schacholympiaden der Frauen für das Team der BRD teil, und zwar ab der Schacholympiade 1972 in Skopje bis zur Schacholympiade 1982 in Luzern.
Bei der Schacholympiade 1978 in Buenos Aires errang sie mit der deutschen Mannschaft die Bronzemedaille. Eine individuelle Goldmedaille für das beste Ergebnis am Damenbrett erhielt sie beim Nordic Chess Cup 1973.

## Werke
- Schuster, Theo; Laakmann, Anni: Schach für junge Leute. Schach bei Franckh, Stuttgart 1981, 118 S., ISBN 3-440-05007-6.